# Бака Прасе
Богдан Илић (Врање, 16. септембар 1996), познат као Бака Прасе (такође још и Бака Сепра и Каба Сепра), је српски јутјубер, музичар и предузетник. Оснивач је бренда „Шаим се” и ресторана брзе хране „Код Баке”. Псеудоним је усвојио по лику из анимиране серије Пепа Прасе.

## Детињство и младост
Рођен је 16. септембра 1996. године у Врању, у тадашњој Савезној Републици Југославији.
Његов отац Ненад Илић је свештеник, редитељ, књижевник и старешина Цркве Светог Николе у Амстердаму. Мајка му је Анастасија-Весна Илић, глумица и књижевница. Треће је дете, те има старијег брата Павла, старију сестру Јелисавету и млађу сестру Наталију.
Завршио је основну и средњу музичку школу, али га је Музичка академија за коју се пријавио одбила. Радио је као складишни радник пре него је почео да снима за YouTube.

## Каријера
Родитељи нису подржали његов рад за YouTube. Налог је направио 2011, док је свој први видео објавио 2016. године. Почео је професионално да игра League of Legends за тимове KlikTech и Fortuna.
Године 2018 отворио сопствену играоницу под називом Институција, а коју је на дан отварања посетило више од 500 тинејџера и деце.
Наступио је на Балкан тјуб фесту 2018. године у Бањој Луци, поред других јутјубера. Исте године је наступио на клизалишту на Тргу Николе Пашића у Београду, уз групу Неверне бебе и Лену Ковачевић. Године 2019. наступио је и у Новом Саду, где се скупио велики број људи, па је из безбедносних разлога публика уклоњена.
Био је позван на Фан-пит фестивал у Загребу, где је снимио спот са британским репером KSI. Године 2019. глумио је у филму Идеш? Идем!. Исте године је са оцем посетио Косово и Метохију, где је наступио на сцени, а заједно су снимили видее о српским манастирима и говорили о њиховим вредностима.
Донирао је и новац Веслачком клубу Црвена звезда за одлазак на Европско првенство у веслању 2020. године.
Наступио је на концерту „Born in Ghetto”, у Дворани Мирза Делибашић у Сарајеву, где су такође наступили Jala Brat, Buba Corelli, RAF Camora, Coby, Гога Секулић и други. Као један од одговора појавио се у српском квизу ТВ слагалица у игри Асоцијације — коначно решење прве асоцијације било је „прасе”, а решење колоне Б било је „бака”.
Године 2020. вратио се у Esports Balkan League са сопственим тимом под именом „Шаим се”. Почео је и да рекламира свој бренд широм београдских билборда. Постојала је претпоставка да планира да се кандидује за парламентарне изборе у Србији 2020. године. Небојша Крстић је рекао да би Илић могао да има више гласова од српских синдиката. Љубиша Прелетачевић је демантовао те теорије.

## Контроверзе

### Догађаји
Године 2017. снимио је реакцију на видео дванаестогодишње девојчице која је имала љубавних проблема, што је кулминирало тиме што је јутјубер Амир Хаџић реаговао на његов видео, критикујући Илића што се ругао девојчици, која је потом покушала да изврши самоубиство. Године 2018. критиковао је песму коју су направиле јутјуберке Анђела и Нађа, на шта је реаговао њихов отац који је одговорио Илићу и критиковао га због непоштовања.
Године 2019. реаговао је на дистрек који су други српски јутјубери наменили њему, што је довело до објављивања дистрекова између њега и Кике Ђукић. Они су ову расправу наставили у јутарњем телевизијском програму, Јутро. У децембру 2021. године, након што је Ђукићева извршила самоубиство, Илић је приведен на саслушање. Након инцидента, он се са својом партнерком преселио у Амстердам, како би се придружио остатку породице. Изјавио је да је дошао до ове одлуке након реакције јавности у Србији која га је сматрала кривим за самоубиство Ђукићеве, тврдећи да је ситуација ескалирала до те мере да је добио озбиљне претње смрћу. Потом је најавио да ће највероватније прекинути стримовање за YouTube, наводећи да оно траје доста времена, те да више није толико исплативо.
Српски репер Voyage је 2020. године изнео своје мишљење у ком је рекао да Илић и он нису у истом рангу, након чега је Илић снимио видее и дистрек намењене реперу. Током интервјуа 2020. године, Јелена Карлеуша је изјавила да јутјубери (укључујући Илића) незаслужено стичу славу, те да због њих „талентовани певачи” не могу да постану познати. Илић и Карлеуша су разменили видео-одговоре у којима су критиковали једно друго. Још један српски фолк певач, Аца Лукас, упитан је у интервјуу за своје мишљење о Илићу, те га је он критиковао, рекавши да никада није чуо за њега или његов рад.
Хрватски јутјубер Филип Рожман, познатији као КакоЛако, направио је видео од 37 минута под насловом „Драма Салама — Бака Прасе”, у којем критикује Илића, укључујући његову музичку каријеру, те га назива лицемером. Иако је причао о томе и делимично се бавио овом темом, Илић није желео да директно именује видео, вероватно не желећи да ризикује да изложи своје обожаваоце стварним критикама на свој рачун. Такође га је критиковао српски глумац и политичар Сергеј Трифуновић, одговарајући на Илићеве објаве на свом Twitter налогу.
У марту 2021. привођен је на саслушање због оптужби да га је рекетирала организована криминална група Принципи, коју је предводио Вељко Беливук, звани Веља Невоља. Илић је касније потврдио да познаје Беливука, али је одбацио оптужбе о рекетирању.
Илић је критиковао британске певачице Дуу Липу и Риту Ору, обе етничке Албанке, због њихових објава на својим Instagram налозима у којима је српска покрајина Косово и Метохија обележена као независна држава.

### Оптужбе о педофилском зближавању
Илић је 4. јула 2020. године оптужен за педофилско зближавање, на шта је он одговорио да је имао сексуални однос са шеснаестогодишњакињом, која му је рекла да има 18 година. Друга девојка је почела да објављује за TikTok и Twitter, где говори да Илић наводно сексуално експлицитно ћаска са малолетницама, на шта је он одговорио да је већина њих лажирала или никада није рекла своје године, као и да је једно од ћаскања измишљено, те је поднео кривичну пријаву због лажне тврдње. Због ових навода, изгубио је неколико спонзора. Ово га је мотивисало да сними спот за песму под називом „Лична”, који је добио старосно ограничење и скинут са јутјубове топ-листе видео-снимака у тренду због експлицитног садржаја. На једном од Twitter налога се појавио снимак на коме Илић наводно поседује кокаин током снимања спота, на шта је он одговорио да је у питању пиринач. Ове оптужбе су ескалирале, те је Илић снимио видео за YouTube у којем се бранио поводом тих навода. Потом је објавио да иде на паузу од снимања за YouTube.

## Приватни живот
У неколико видеа је рекао да је заљубљен у српску певачицу Сару Јо, те су се срели једном у Београду где ју је Илић позвао да изађу на састанак, што је она одбила. Певачица је у једном интервјуу рекла да је њена песма „Немам времена за то” намењена Илићу, што је њега мотивисало да сними песму посвећену њој, под насловом „Имам времена за то”. Године 2020. паузирао је редовно снимање за свој YouTube канал, откривши на Instagram налогу да има заказану операцију крајника за 20. фебруар 2020. године. Био је у вези са инфлуенсерком Ањом Бла.

## Филмографија

### Филм
| Година | Наслов      | Улога | Напомене     | Реф.    |
| ------ | ----------- | ----- | ------------ | ------- |
| 2019.  | Идеш? Идем! | себе  | главна улога | [ 103 ] |

## Дискографија

### Синглови

#### 2018.
- „Хеј хеј!”[104][105][106]
- „Шаим се”[107]
- „Париз”[108]
- „Година”[109]
- „Аутотјун”[110]
- „Хасл” (дует са Чодом)[111]

#### 2019.
- „Пакетићи” (дует са Чодом)[112][113]
- „Балканска сцена 2” (дует са Лазићем)[114]
- „Друг”[115]
- „Оно моје”[116]
- „Пони”[117][118][119][120]
- „Вести”[121]
- „Имам времена за то”[122]
- „Је л’ те није блам”[123]

#### 2020.
- „Бламаж”[124]
- „Корона”[125][126]
- „Све вас волим”[127][128]
- „Мацан”[129][130][131]
- „Лична”[132]
- „Она она”[133]
- „Дубаи”[134]

#### 2021.
- „Зови тату”[135]
- „Оби”[136]

#### 2022.
- „Токио”[137]
- „MPQRC”[138]

#### 2023
- „Јужни ветар”[139]

#### 2024
- „VVS” (дует са Војажом)[140]

## Награде и номинација
| Година | Награда | Категорија         | Намењена | Резултат   | Реф.    |
| ------ | ------- | ------------------ | -------- | ---------- | ------- |
| 2020.  |         | Реп/хип-хоп нумера | њему     | Номинација | [ 141 ] |